# Sorbus aucuparia

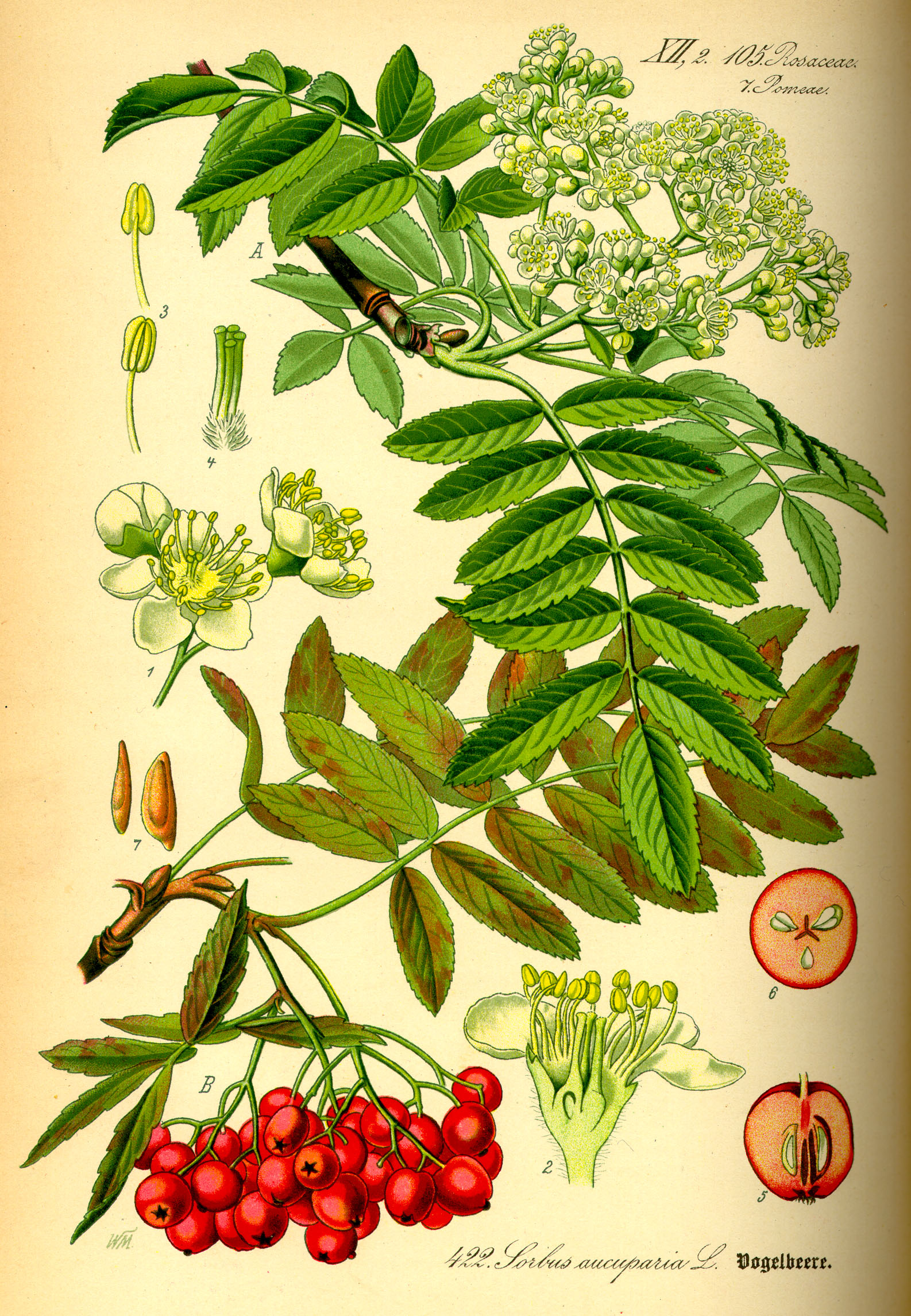

Il sorbo degli uccellatori (Sorbus aucuparia L.) è un albero della famiglia delle Rosacee.
Il nome comune deriva dal fatto che, essendo le sue bacche appetite dalla piccola avifauna migratoria, viene tradizionalmente utilizzato negli appostamenti fissi per la caccia a tali prede. Veniva anche piantato attorno agli impianti per la cattura di tale fauna mediante reti.

## Descrizione
S. aucuparia ha un tronco affusolato, con corteccia liscia (che tende a fessurarsi con l'età).
La chioma ha forma tondeggiante, le foglie pinnate, con coppie di foglioline disposte su una linea centrale con una foglia terminale.  
Fiorisce da maggio a giugno con corimbi molto densi di fiorellini giallastri. 
Sviluppa piccole bacche rosse che maturano in autunno. Sono commestibili, anche se di cattivo gusto, e attraggono tantissime specie di uccelli (da lì il nome comune della specie).
La specie è molto resistente al freddo. 

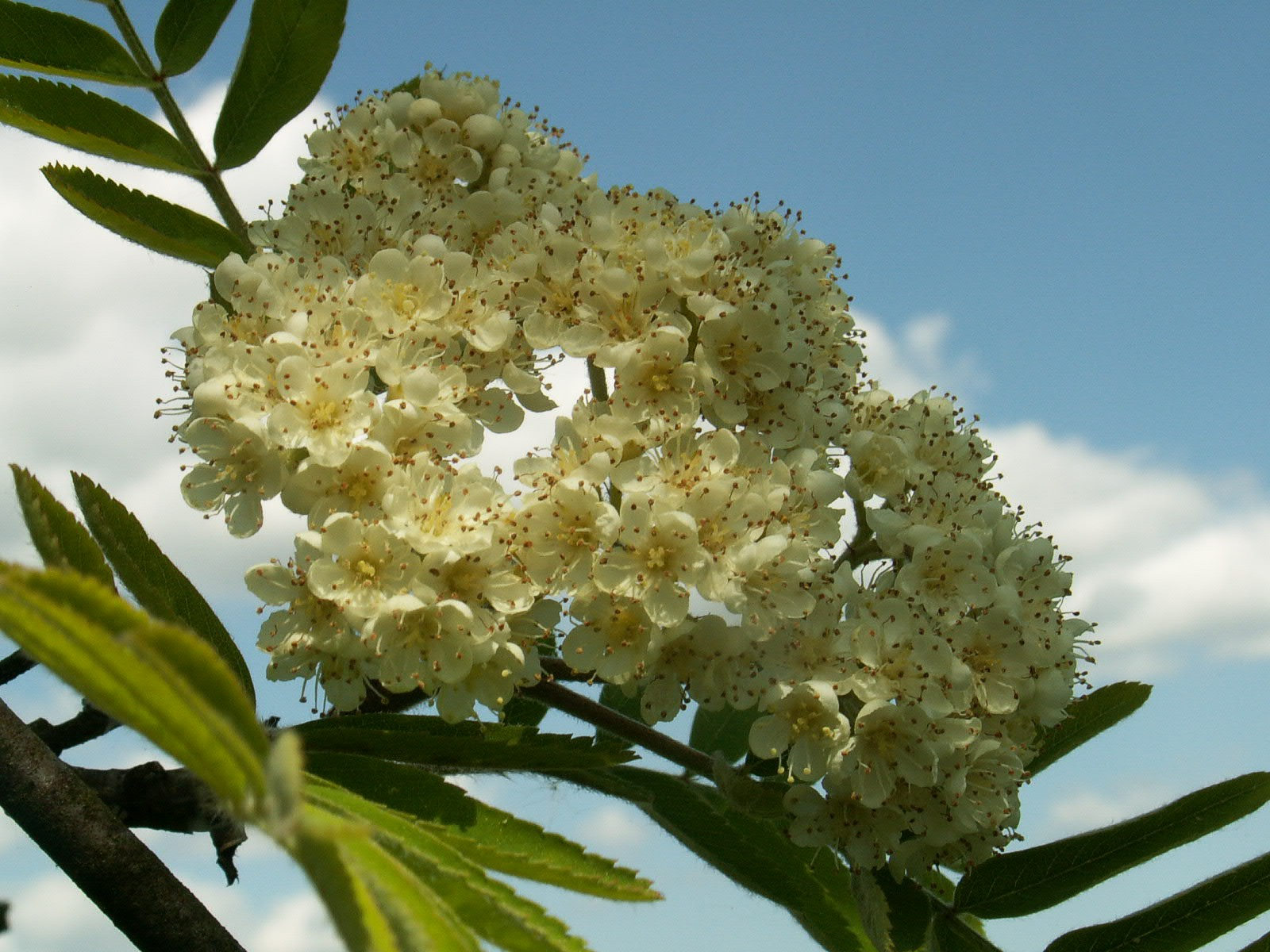
Infiorescenza
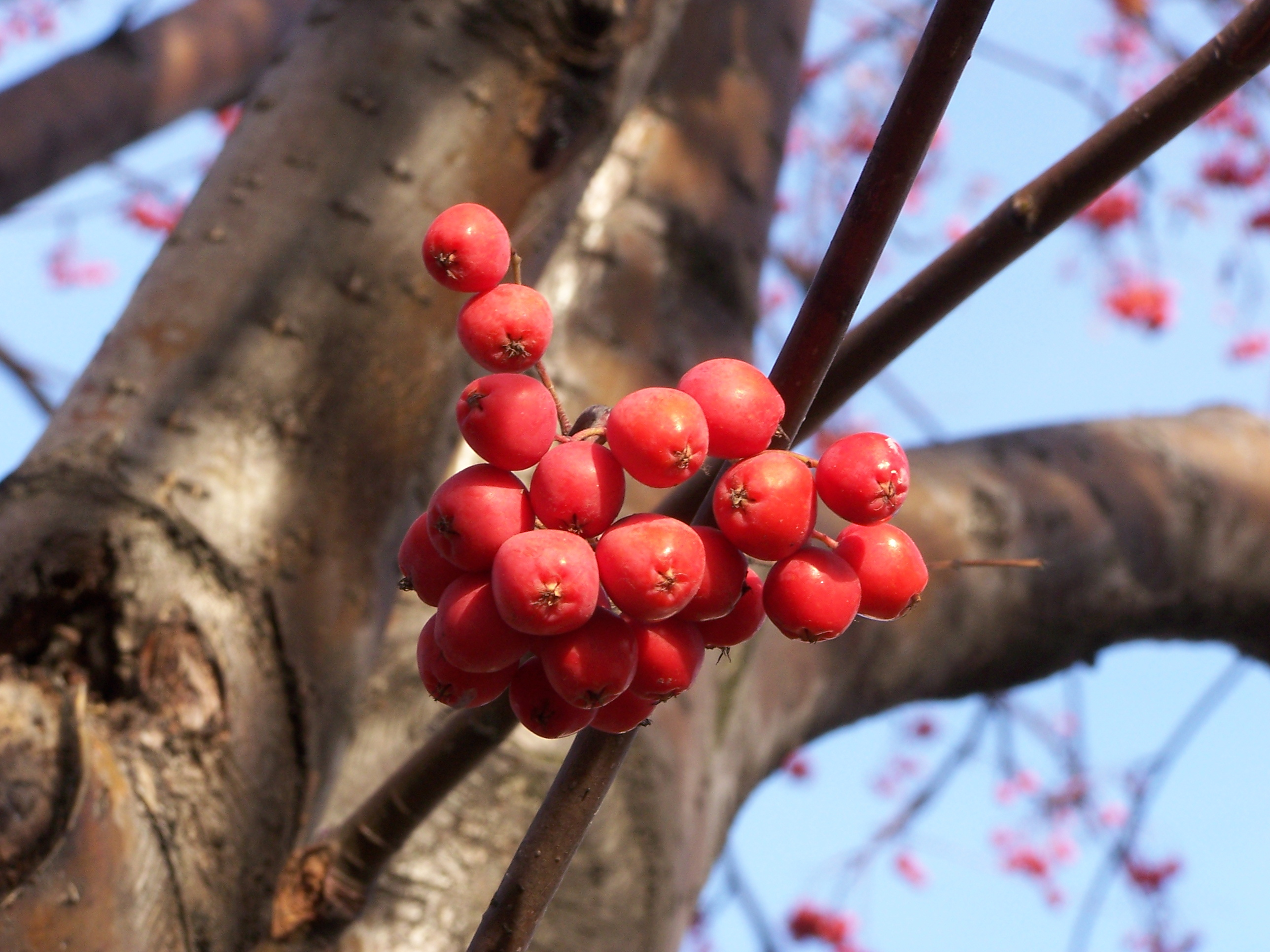
Frutti

## Distribuzione e habitat
È originario delle aree centrali e settentrionali dell'Europa, dall'Islanda alla Russia, e dell'Asia. 
Essendo una pianta specializzata per climi relativamente freddi, nell'Italia del sud (e nei paesi mediterranei) è confinato alle aree interne a partire dai 500/600 m d'altitudine.

## Tassonomia
Sono state descritte le seguenti sottospecie: 
- Sorbus aucuparia  subsp. aucuparia
- Sorbus aucuparia subsp. glabrata (Wimm. & Grab.) Hedl.
- Sorbus aucuparia subsp. pohuashanensis (Hance) McAll.
- Sorbus aucuparia  subsp. praemorsa (Guss.) Nyman - endemismo siculo-corso

## Usi
- Nella cultura popolare friulana, cadorina e mitteleuropea, le bacche essiccate di sorbo degli uccellatori erano utilizzate come repellente per streghe, lupi mannari e demoni, e come "antidoto" ai malefici e agli incantesimi.[senza fonte]
- Nella mitologia norrena, la pianta è ritenuta sacra al dio Þórr e le vengono attribuiti poteri magici, in grado di scacciare le entità malefiche e aumentare la fecondità. In realtà, tale sacralità pare essere una influenza della cultura lappone in cui la pianta è sacra al dio del tuono Horagalles (la cui stessa sposa è chiamata Raudna, cioè “sorbo”).
- Dalla bacca si estrae un diffuso conservante alimentare ad azione antifungina: l'acido sorbico, E200[3]. Sempre dal sorbo è possibile ottenere il sorbitolo: poliolo dal sapore dolce usato appunto come dolcificante (sigla E420).
- Il legno del sorbo in età classica, era usato dai Liutai per il filetto dei violini, come essenza arborea alternativa all'ebano, non facilmente reperibile in quel periodo in Italia